# Lancia Dilambda
El Lancia Dilambda és un automòbil de turisme fabricat per la marca italiana Lancia entre 1928 i 1935.
Lancia va presentar el Dilambda al Saló de l'Automòbil de París de 1929. Aquest model és una versió modificada del Lambda, per arribar a un client més exigent. El Dilambda propulsat per un 8 cilindres en V de 4 litres de cilindrada capaç d'erogar prop de 100 hp de potència a 3800 rpm amb una velocitat màxima de 120 km/h. La dilamba es va construir fins al 1935, amb una producció total de 1685 exemplars.

## Galeria

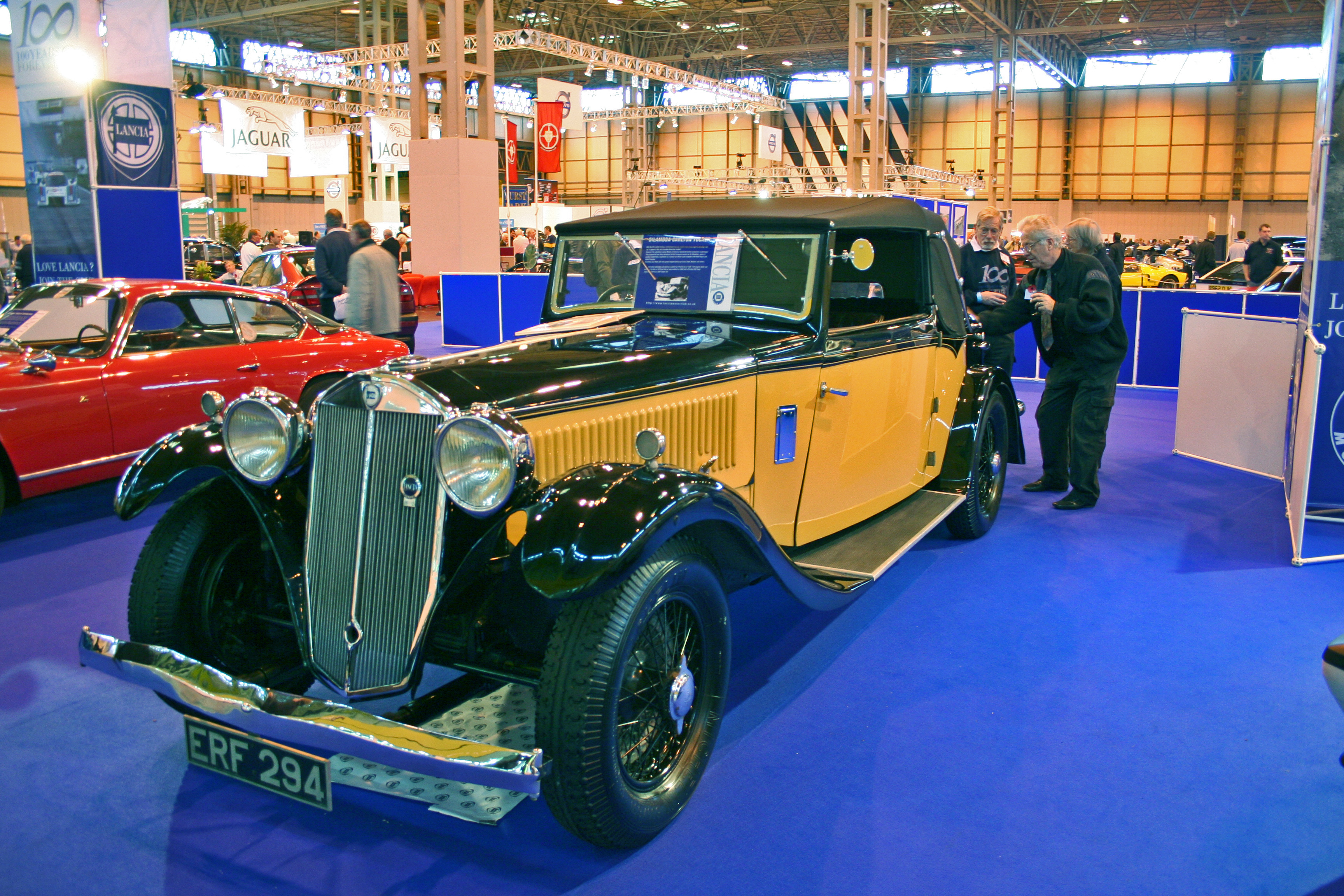
Lancia Dilambda 1930.
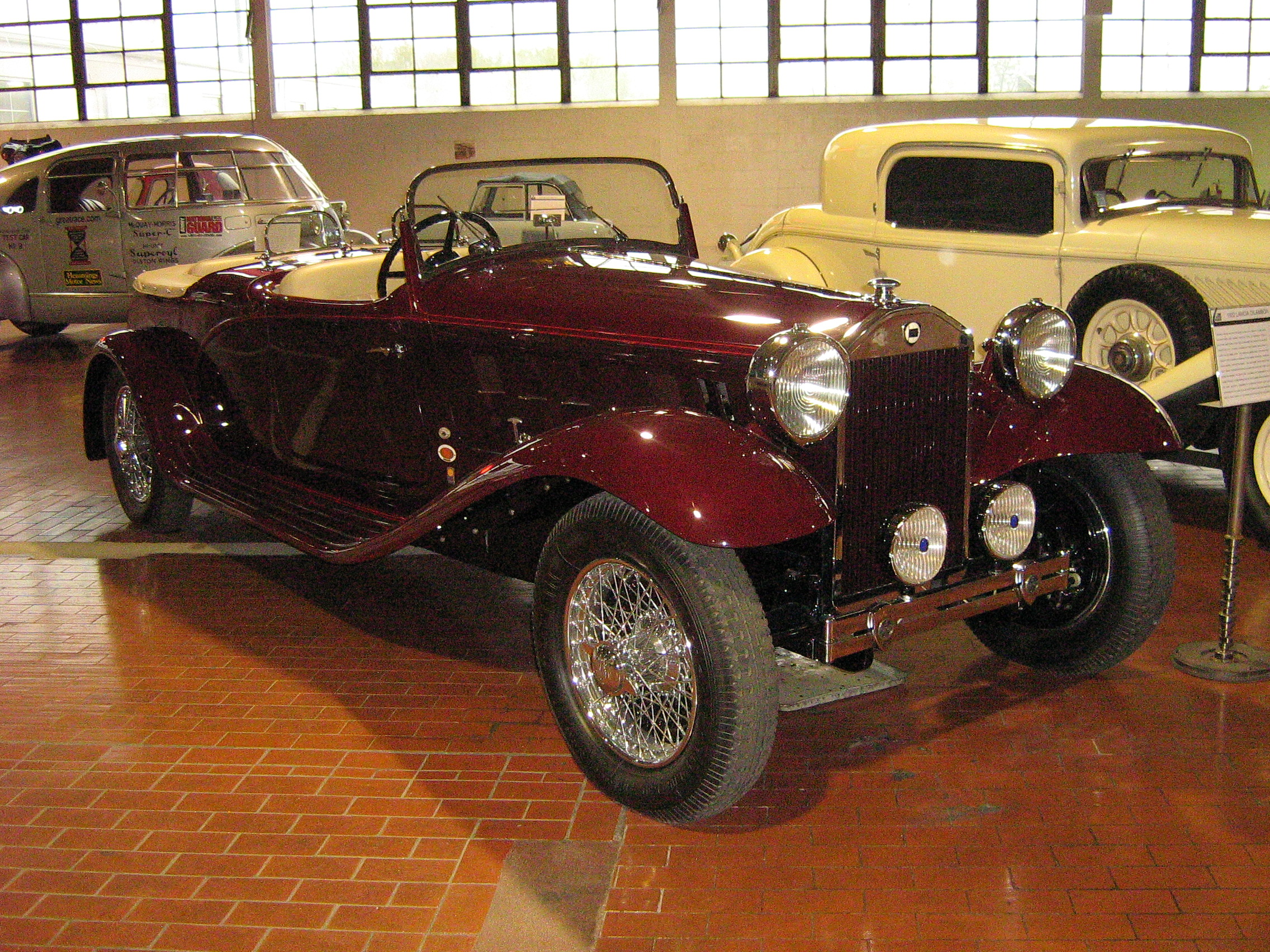
Lancia Dilambda 1932.
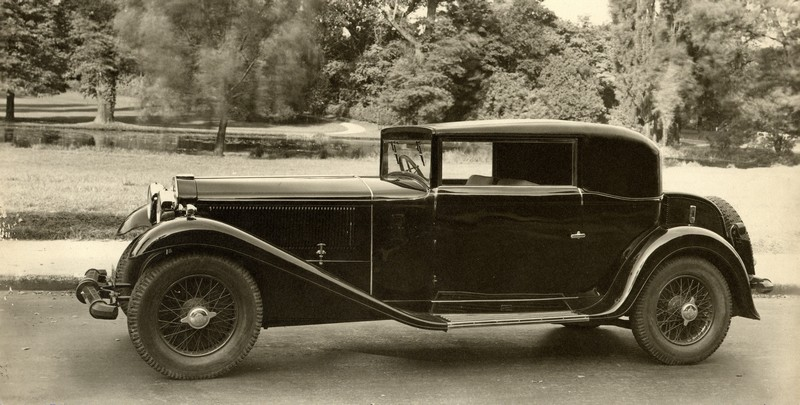
Lancia Dilambda 1928.